# De dame met de eenhoorn
De dame met de eenhoorn is een olieverfschilderij van de Italiaanse schilder Rafaël Santi, geschilderd in 1506. Het hangt in de Galleria Borghese te Rome.
Lange tijd wist men niet wie het schilderij had geschilderd. Tijdens de inventarisatie van het Galleria Borghese in 1760 werd het als een voorstelling van Sint-Catharina geïnventariseerd en toegeschreven aan Pietro Perugino. Tijdens restauraties in 1935 kwam de eenhoorn tevoorschijn en werd Rafaël beschouwd als de meest waarschijnlijke maker van het werk.
De precieze betekenis van de eenhoorn in het schilderij is onbekend. Overeenkomstig de middeleeuwse christelijke iconografie zou de eenhoorn het symbool kunnen vormen van de maagdelijke zuiverheid van de afgebeelde vrouw of symbool staan voor Christus. Daarnaast is er gesuggereerd dat de eenhoorn een mannelijk erotisch symbool zou zijn.
Fresco's: De triomf van Galatea · Stanza della Segnatura · Dispuut over het Heilige Sacrament · De school van Athene · Stanza di Eliodoro

Altaarstukken: Het huwelijk van de Maagd Maria · De heilige Catharina van Alexandrië · Christus valt onder het kruis · De transfiguratie

Madonna's: Madonna van de groothertog · Kleine Cowper-madonna · Madonna met de distelvink · Madonna met de anjer · La belle jardinière · Aldobrandini-Madonna · Madonna van Loreto · Alba-madonna · Madonna van Foligno · Madonna met de stoel · Sixtijnse Madonna

Allegorische schilderijen: De droom van de ridder · De drie gratiën

Portretten: Bindo Altoviti · Baldassar Castiglione · Agnolo Doni · Maddalena Doni · De dame met de eenhoorn · De zwangere · La Donna Velata